# Organizzazione degli Stati Americani
L'Organizzazione degli Stati Americani (OSA, spesso OAS, dal nome in lingua inglese, o OEA, dal nome in lingue francese, portoghese e spagnola) è un'organizzazione internazionale di carattere regionale che comprende i 35 stati indipendenti delle Americhe (l'unico territorio americano sulla terraferma a non far parte dell'OSA è la Guyana francese, in quanto dipartimento d'oltremare francese). L'organizzazione è il principale forum politico per il dialogo multilaterale e per la soluzione di problemi politici locali. Lo scopo dell'organizzazione è di mantenere la pace, rinforzare la democrazia e i diritti dell'uomo, e migliorare le condizioni sociali ed economiche dei paesi dell'America.
Nel 1962 una risoluzione dell'VIII riunione del Consiglio dei ministri degli Esteri sospese Cuba, membro dell'organizzazione dal 1948, dall'OSA. Nel 2009 l'OSA ha riammesso Cuba nell'organizzazione, mentre ha sospeso l'Honduras a causa di un colpo di Stato avvenuto nello stesso anno. Il 1º giugno 2011 l'organizzazione ha infine riammesso nel consesso l'Honduras con 32 voti a favore e un solo voto contrario da parte dell'Ecuador.
L'organizzazione ha 4 lingue ufficiali, il francese (Organisation des États américains, OEA), l'inglese (Organization of American States, OAS), il portoghese (Organização dos Estados Americanos, OEA), e lo spagnolo (Organización de los Estados Americanos, OEA). La sede principale si trova a Washington, con sedi sussidiarie in altri paesi membri.
Attualmente (2014) vi sono 70 tra paesi e organizzazioni estere, che partecipano alle attività dell'Organizzazione degli Stati Americani in qualità di osservatori permanenti. Tra questi vi sono l'Unione europea e lo Stato della Città del Vaticano.

## Storia
Nella metà degli anni trenta Franklin Delano Roosevelt organizzò una conferenza inter-americana a Buenos Aires. Uno degli argomenti di questa conferenza fu una "Lega delle Nazioni dell'America", idea proposta da Colombia, Guatemala e Repubblica Dominicana. Alla successiva Conferenza Interamericana per il Mantenimento della Pace, 21 nazioni s'impegnarono a tenersi neutrali in casi di conflitti fra due membri qualsiasi della Conferenza. L'esperienza della seconda guerra mondiale convinse i governi dei paesi dell'emisfero meridionale, che azioni unilaterali non avrebbero potuto garantire l'integrità territoriale delle nazioni americane in caso di aggressione esterna. Per fronteggiare la sfida di un conflitto globale nel mondo del dopoguerra e contenere conflitti nell'emisfero, essi adottarono un sistema di sicurezza collettiva, il Trattato interamericano di assistenza reciproca, detto anche "Trattato di Rio", firmato a Rio de Janeiro nel 1947.
La Nona Conferenza Internazionale degli Stati Americani fu tenuta a Bogotà, tra marzo e maggio del 1948 e guidata dal Segretario di Stato degli Stati Uniti d'America George Marshall. Si trattò di un incontro che portò all'impegno, da parte dei Pesi membri, di combattere il comunismo nell'emisfero occidentale. Questo fu l'evento che vide la nascita dell'Organizzazione degli Stati americani, così come la vediamo oggi, con la firma da parte di 21 Paesi americani della Carta dell'Organizzazione degli Stati Americani il 30 aprile 1948 (con effetto dal dicembre 1951).
La Conferenza adottò anche la Dichiarazione americana dei diritti e dei doveri dell'uomo, il primo strumento generale sui diritti umani.
Il 16 ottobre 1948 le è stato riconosciuto lo status di osservatore dell'Assemblea generale delle Nazioni Unite.
La transizione dalla Unione Panamericana alla OAS sarebbe stata graduale se non ci fosse stato l'assassinio del leader colombiano Jorge Eliécer Gaitán e le conseguenze emotive che ne seguirono. Il direttore generale della precedente, Alberto Lleras Camargo, divenne il primo Segretario Generale dell'Organizzazione degli Stati americani. L'attuale Segretario Generale è l'ex Ministro degli Affari Esteri dell'Uruguay, Luis Almagro.
Punti salienti della storia della Organizzazione fin dalla firma della sua Carta istitutiva:
- 1959: Creazione della Commissione interamericana sui Diritti Umani
- 1959: Creazione della Banca Interamericana di Sviluppo
- 1961: Sottoscrizione a Punta del Este del Documento che sanciva il lancio dell'Alleanza per il Progresso
- 1962: L'organizzazione sospende Cuba.
- 1965: L'organizzazione istituisce una Forza di pace interamericana per ristabilire l'ordine nella Repubblica Dominicana, sconvolta da una violenta guerra civile.
- 1969: Sottoscrizione della Convenzione americana dei diritti dell'uomo (in vigore dal 1978).
- 1970: Definizione dell'Assemblea dell'Organizzazione degli Stati Americani come corpo supremo per l'assunzione di decisioni.
- 1979: Creazione del Tribunale Interamericano per i Diritti Umani.
- 1991: Adozione della Risoluzione 1080, che impone al Segretario Generale la convocazione del Consiglio Permanente dell'Organizzazione entro dieci giorni da un colpo di stato che si verifichi in uno qualunque dei Paesi membri dell'Organizzazione.
- 1994: Primo summit delle Americhe (Miami), che decise di stabilire una Zona di libero scambio delle Americhe entro il 2005
- 2001: Adottata a Lima la Carta Democratica Interamericana.
- 2009: L'Organizzazione revoca la sospensione di Cuba del 1962.
- 2009: L'Organizzazione sospende l'Honduras a causa del colpo di stato che ne cacciò il Presidente Manuel Zelaya.
- 2011: L'Organizzazione toglie all'Honduras la sospensione a seguito del ritorno in patria dell'ex presidente Manuel Zelaya dall'esilio
- 2017: Il Venezuela annuncia di cominciare il processo per abbandonare l'Organizzazione a causa della sua interferenza nella crisi politica del Paese

## Stati membri
- Antigua e Barbuda (1967)
- Argentina (1948)
- Bahamas (1982)
- Barbados (1967)
- Belize (1991)
- Bolivia (1948)
- Brasile (1948)
- Canada (1990)
- Cile (1948)
- Colombia (1948)
- Costa Rica (1948)
- Cuba (1948)[5]
- Dominica (1979)
- Ecuador (1948)
- El Salvador (1948)
- Giamaica (1969)
- Grenada (1975)
- Guatemala (1948)
- Guyana (1991)
- Haiti (1948)
- Honduras (1948)[6]
- Messico (1948)
- Nicaragua (1948)
- Panama (1948)
- Paraguay (1948)
- Perù (1948)
- Rep. Dominicana (1948)
- Saint Kitts e Nevis (1984)
- Saint Vincent e Grenadine (1981)
- Saint Lucia (1979)
- Stati Uniti (1948)
- Suriname (1977)
- Trinidad e Tobago (1967)
- Uruguay (1948)
- Venezuela (1948)